# Ljubnica (Dravinja)
Ljúbnica je desni pritok Dravinje iz južnih obronkov Pohorja. Izvira v plitvi kotanji sredi pobočja in teče sprva proti jugovzhodu po plitvi grapi, ki se navzdol počasi razširi. V srednjem delu naredi izrazit zavoj proti severovzhodu in teče najprej skozi kratko sotesko v srednjetriasnem dolomitu, nato po nekoliko širši dolini vse do izliva v Dravinjo.
V zgornjem in spodnjem toku je potok izdelal dolino v metamorfnih kamninah, v srednjem delu teče po krednem apnencu in na krajšem odseku po odpornejšem srednjetriasnem dolomitu.
Struga potoka je v naravnem stanju, vrezana v lastne prodne in ilovnate naplavine, skoraj v celoti obraščena z gostim obvodnim rastlinjem. Drugod na poplavni ravnici so travniki in le nekaj stanovanjskih hiš.